# Семехув (Малопольське воєводство)
Семехув (пол. Siemiechów) — село в Польщі, у гміні Ґромник Тарновського повіту Малопольського воєводства.
Населення — 1852 особи (2011).
У 1975-1998 роках село належало до Тарновського воєводства.

## Демографія
Демографічна структура станом на 31 березня 2011 року:
|          | Загалом | Допрацездатний вік | Працездатний вік | Постпрацездатний вік |
| -------- | ------- | ------------------ | ---------------- | -------------------- |
| Чоловіки | 934     | 210                | 643              | 81                   |
| Жінки    | 918     | 231                | 504              | 183                  |
| Разом    | 1852    | 441                | 1147             | 264                  |